# Złotoliczki
Złotoliczki (Pachycareinae) – nowo zdefiniowana podrodzina ptaków z rodziny buszówkowatych (Acanthizidae).

## Występowanie
Podrodzina obejmuje gatunki występujące na Nowej Gwinei i w północno-wschodniej Australii.

## Podział systematyczny
Do podrodziny zaliczane są następujące rodzaje:
- Pachycare Gould, 1876 – jedynym przedstawicielem jest Pachycare flavogriseum (A.B. Meyer, 1874) – złotoliczka.
- Oreoscopus North, 1905 – jedynym przedstawicielem jest Oreoscopus gutturalis (De Vis, 1889) – wąwozownik.